# Etana (Musikerin)

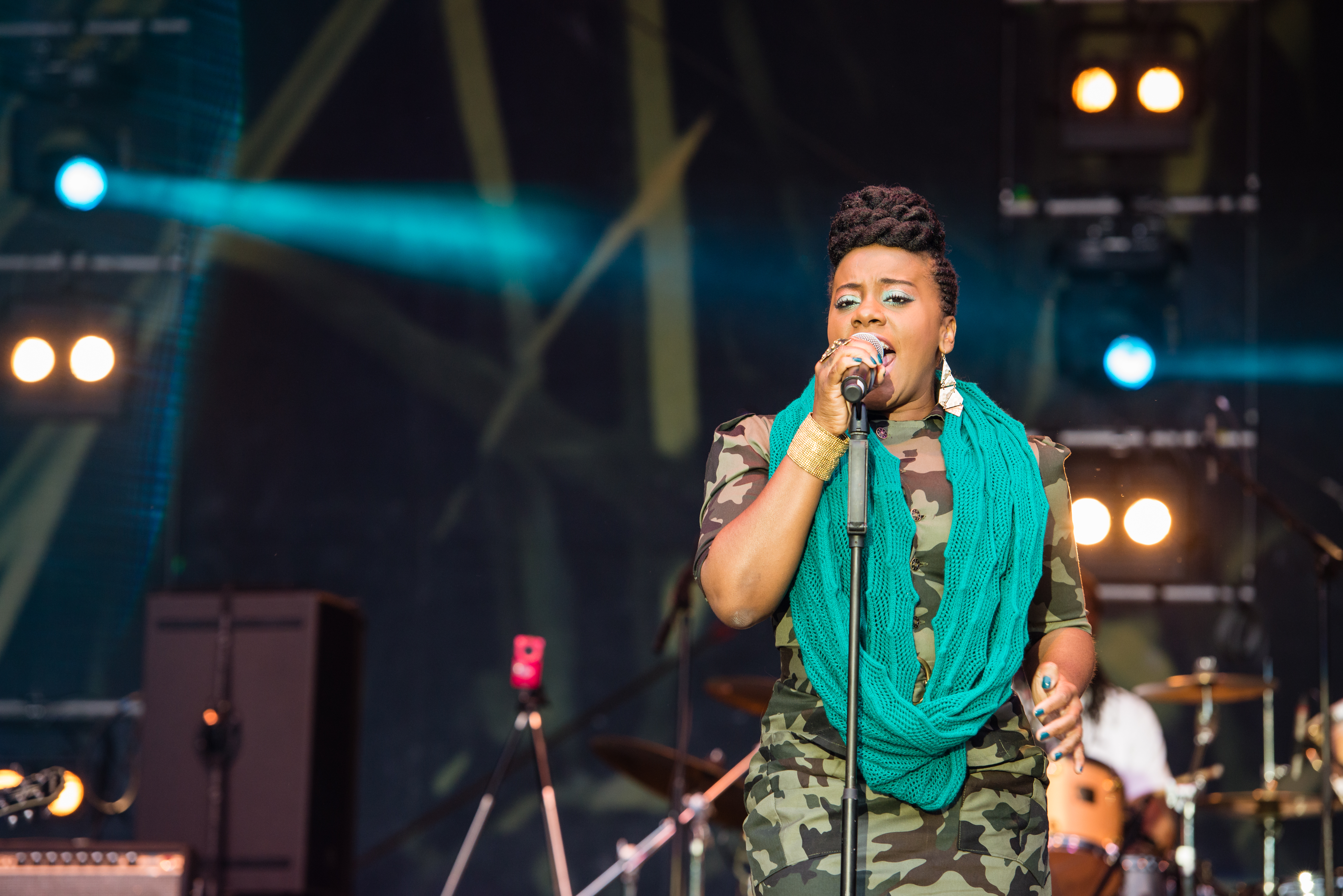
Etana beim Ruhr Reggae Summer 2014

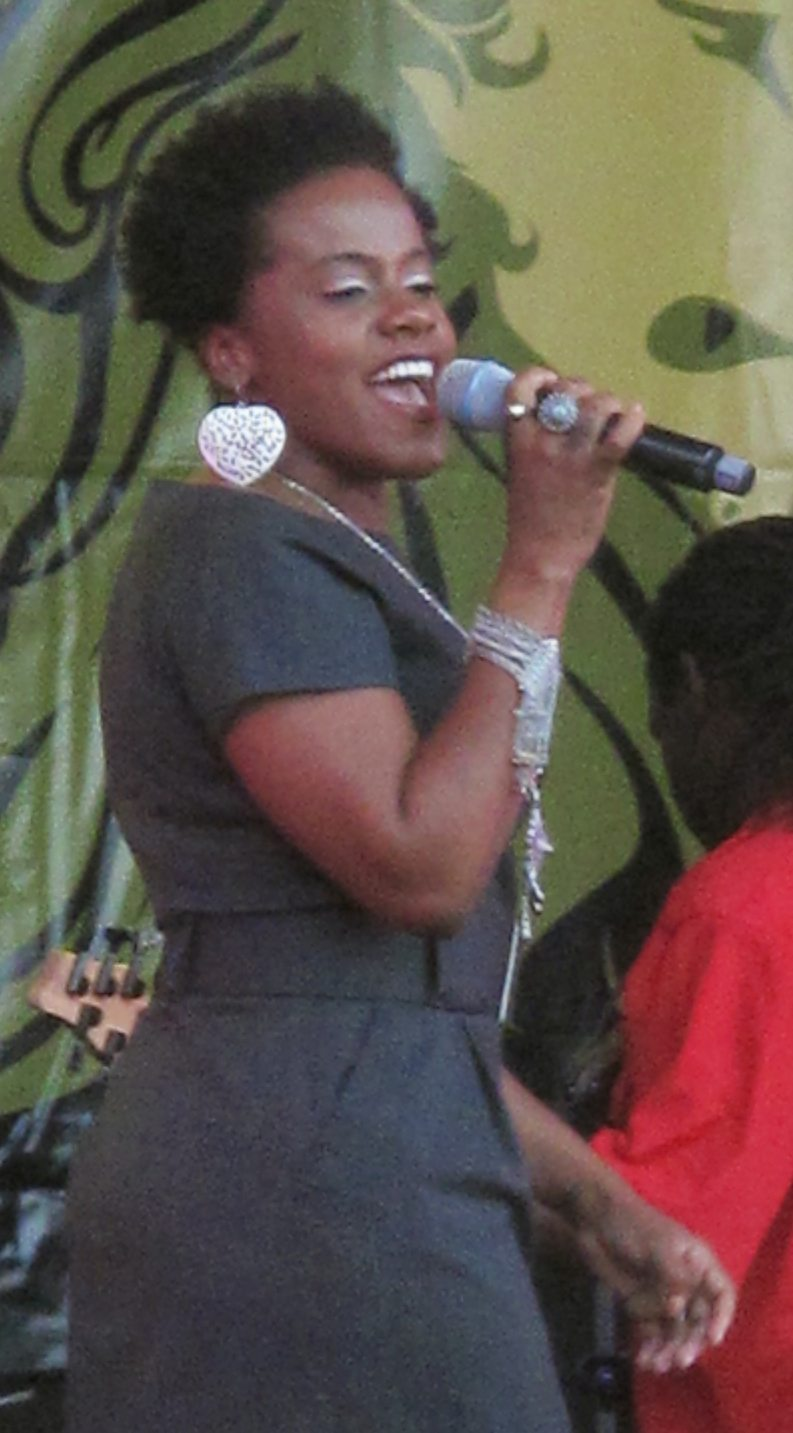
Etana beim Uppsala Reggae Festival (2009)

Etana (* um 1983 in August Town, Jamaika; als Shauna McKenzie) ist eine jamaikanische Songwriterin und Reggae-Sängerin.

## Leben und Karriere
Shauna McKenzie verbrachte die ersten Jahre ihres Lebens in Jamaika. Sie besuchte dort die Schule, bis sie 1992 im Alter von neun Jahren mit ihrer Familie nach Miami in Florida umzog. Dort setzte sie die Schule fort und besuchte später das Broward Community College. Sie wurde als junge Frau Mutter eines Sohnes und hatte zuerst vor, Krankenschwester zu werden.
Im Jahr 2002 wurde sie Mitglied der Girlgroup Gift. Sie war jedoch unzufrieden damit, wie sie vermarktet werden sollte, und stieg früh wieder aus dem Mädchen-Trio aus. Sie wollte dem Musikgeschäft den Rücken kehren und kehrte nach Jamaika zurück, um in Kingston ein Internetcafé zu eröffnen. Über Freunde lernte sie dann 2005 Mitarbeiter von Fifth Element Records kennen, die gerade eine Background-Sängerin für Richie Spice suchten. Etana wurde zunächst nur für ein Konzert in Kalifornien engagiert, daraus entwickelte sich dann eine 15-monatige internationale Tournee, auf der sie Richie Spice als Background-Sängerin begleitete.
Etana blieb nicht lange im Hintergrund, bald nahm sie begleitet von Musikern aus Richie Spice' Begleitband ihre Solodebüt-Single Wrong Adress auf. Die Single war 2006 ein Hit im jamaikanischen Radio und machte sie als Newcomerin bekannt. Im Jahr 2007 folgte mit Roots ein weiterer, diesmal auch in internationalen Reggae-Charts erfolgreicher Song. Bei den Aufnahmen zu ihrem Debüt-Album The Strong One, arbeitet sie mit Sly Dunbar, Dean Fraser, Robbie Lyn, Dalton Browne und anderen zusammen. Das Album erschien im Juni 2008 bei VP Records und schaffte es bis auf Platz 12 der Billboard-Reggaealbum-Charts. Es wurde bei den International Reggae and World Music Awards (IRAWMA) in New York zum Album of the Year gekürt und gewann bei den Excellence in Music and Entertainment Awards (EME) in Kingston. Im selben Jahr erreichte Etana zudem eine Nominierung in der Kategorie Best New Reggae Artist bei den MOBO Awards in London.
Im Jahr 2011 erschien ihr zweites Album Free Expressions.
Im Jahr 2012 wurde sie Mutter einer Tochter.

## Diskographie (Auswahl)
- The Strong One (2008, VP Records)
- Free Expressions (2011, VP Records)
- Better Tomorrow (2013, VP Records)
- I Rise (2014)
- Reggae Forever (2018)